# Micaria laxa
Micaria laxa (лат.) — вид пауков рода Micaria из семейства гнафозиды (Gnaphosidae).

## Этимология
Название вида присходит от латинского прилагательного laxus (широкий) или laxa в женском роде, что относится к очень широкому основанию эмболуса у самцов этого вида.

## Описание
Мелкие наземные пауки, длина тела около 3 мм.  Этот вид можно отличить от других афротропических Micaria по следующим признакам: отсутствие RTA TA, небольшое пролатеральное отклонение в семенном канале и широкий листовидный эмболус. Карапакс темно-коричневого цвета; брюшко черного цвета; бедра темные; стернум, хелицеры, эндиты и нижняя губа похожи по цвету на карапакс Самка неизвестна.

## Таксономия
Вид впервые описали в 2021 году южноафриканские арахнологи Руан Боойсен и Чарльз Хаддад (Department of Zoology and Entomology, University of the Free State, Блумфонтейн, ЮАР) по типовым материалам из Африки.

## Распространение
Африка: ЮАР.